# Léopold Clabots
Léopold Clabots est un gymnaste belge né le 12 mars 1893.

## Biographie
Léopold Clabots fait partie de l'équipe de Belgique qui remporte la médaille de bronze en système suédois par équipes aux Jeux olympiques d'été de 1920 se tenant à Anvers.